# Brock Bowers
Brock Allen Bowers (nacido el 13 de diciembre de 2002) es un tight end fútbol americano profesional de los Las Vegas Raiders de la Liga Nacional de Fútbol Americano (NFL). Bowers jugó fútbol americano universitario para los Georgia Bulldogs, donde fue tres veces All-American, dos veces ganador del premio John Mackey y dos campeonatos nacionales . Fue seleccionado por los Raiders en la primera ronda del draft de la NFL de 2024, estableciendo récords de recepciones y la mayor cantidad de yardas recibidas para un tight end su temporada como novato, lo que le valió honores Pro Bowl y All-Pro .

## Primeros años de vida
Bowers nació el 13 de diciembre de 2002 en Napa, California .    Sus padres se conocieron en la Universidad Estatal de Utah, donde su madre era una jugadora de sóftbol All-American que luego fue incluida en el Salón Atlético de la Fama de la escuela y su padre era un center All- Big West en el equipo de fútbol de la escuela .   Después de graduarse, su madre se convirtió en profesora de matemáticas de secundaria y entrenadora de sóftbol, mientras que su padre fundó una empresa de construcción.    Su hermana juega al sóftbol en Sacramento State .  Al crecer, Bowers practicó una variedad de deportes, incluidos fútbol americano, baloncesto, béisbol y fútbol . 
Bowers asistió a Napa High School en Napa, California, donde jugó fútbol americano y baloncesto.  Como estudiante de primer año, jugó quarterback para el equipo universitario junior de la escuela, ejecutando la triple opción .  Bowers se unió al equipo universitario como estudiante de segundo año, jugando como tight end y linebacker, y recibió su primera oferta universitaria de los Nevada Wolf Pack.  Después de su segunda temporada, asistió a un campamento de Nike donde su atleticismo llamó la atención de los cazatalentos universitarios y lo llevó a recibir alrededor de una docena de ofertas.   Como estudiante de tercer año, Bowers consiguió 1,499 yardas totales y estableció un récord escolar con 14 recepciones de touchdown, lo que ayudó a llevar a Napa a los playoffs estatales solo un año después de que el equipo terminara 0-10.   Por sus esfuerzos, fue nombrado  Jugador del Año del Condado de Napa .  Bowers comenzó su temporada senior como All-American de pretemporada, pero la temporada se canceló debido a las restricciones por la COVID-19 en California.    Incapaz de jugar o entrenar debido a las restricciones, se mantuvo en forma corriendo por las colinas de Napa.  A pesar de no jugar en su último año, sería seleccionado para el All-American Bowl . 

### Reclutamiento
Bowers era un prospecto muy solicitado, considerado un prospecto de cuatro estrellas y el segundo tight end mejor clasificado de su clase por 247Sports, aunque algunos programas como Notre Dame lo reclutarían como linebacker.   A pesar de ser de la Costa Oeste, Bowers quería jugar fútbol americano universitario en el sur debido a la pasión de la región por el deporte, y luego declaró: "Es un poco diferente (en el sur): la gente simplemente se preocupa mucho más por el fútbol americano, es como una religión aquí".   Finalmente, se comprometió a jugar fútbol americano universitario en la Universidad de Georgia con Kirby Smart, citando su relación con el entrenador de tight ends del equipo, Todd Hartley, y el deseo de jugar como estudiante de primer año como factores adicionales en su compromiso.   Plantilla:College Athlete Recruit Start

## Carrera universitaria

### 2021
Bowers, uno de los primeros en inscribirse, llegó a Georgia en enero de 2021.  Como estudiante de primer año, originalmente iba a compartir el tiempo de juego con sus compañeros tight ends Darnell Washington y Arik Gilbert .  Sin embargo, Washington se fracturó el pie y Gilbert se alejó del equipo por razones personales, dejando a Bowers como la principal opción del equipo en el puesto de tight end.  En el primer partido de su carrera, Bowers lideró a los Bulldogs en recepciones con seis para 43 yardas en una victoria por 10-3 sobre Clemson .   La semana siguiente contra UAB, atrapó sus dos primeros touchdowns, incluida una recepción de 89 yardas, la más larga de su carrera, y registró su primera actuación de 100 yardas en una victoria por 56-7.  Dos semanas después, contra Vanderbilt, Bowers atrapó dos touchdowns y corrió para otro más en una victoria aplastante .  El 16 de octubre, tuvo otra actuación de 100 yardas, atrapando cinco pases para 101 yardas y dos touchdowns en una derrota de 30-13 de Kentucky .  Bowers tuvo actuaciones adicionales de múltiples touchdowns contra Charleston Southern y su rival Georgia Tech .   En el Partido de Campeonato de la SEC contra Alabama, Bowers atrapó 10 pases (la mayor cantidad por un tight end en la historia del Campeonato de la SEC) para un récord personal de 139 yardas y un touchdown en la derrota de los Bulldogs por 41-24, su primera de la temporada.  A pesar de la derrota ante Alabama, Georgia calificó para el College Football Playoff como seed número tres.  En la semifinal del Orange Bowl contra Michigan, Bowers hizo cinco recepciones para 55 yardas y un touchdown en una victoria por 34-11, enviando a Georgia al partido de campeonato nacional.   En el partido por el campeonato, Georgia se enfrentó a Alabama, que había propinado a los Bulldogs su única derrota de la temporada un mes antes.  Bowers atrapó cuatro pases en el partido, incluyendo un touchdown crucial con poco más de tres minutos restantes que amplió la ventaja de los Bulldogs a ocho puntos.  Georgia derrotó a Alabama 33-18, consiguiendo su primer campeonato nacional desde 1980. 
Al concluir su temporada de primer año, Bowers fue nombrado Novato del Año de la SEC y fue incluido en el primer equipo All-SEC y el segundo equipo All-American .   Terminó la temporada como el receptor número uno de Georgia con 56 recepciones para 882 yardas y un récord del programa de 13 touchdowns de recepción.    También tuvo 56 yardas terrestres y un touchdown terrestre. 

### 2022
Después de su sólida temporada de primer año, Bowers entró en la temporada 2022 con grandes expectativas y fue nombrado All-American de pretemporada.  En el primer partido de la temporada de los Bulldogs contra Oregon, tuvo dos recepciones para 38 yardas en una victoria por 49-3.  Dos semanas después, contra South Carolina, Bowers atrapó cinco pases para 121 yardas y dos touchdowns, mientras corría para otro touchdown en una victoria por 48-7.  La semana siguiente contra Kent State, tendría el mejor partido de su carrera por tierra, corriendo para 77 yardas y dos touchdowns en una victoria por 39-22.   En la victoria de los Bulldogs sobre Florida, Bowers registró un récord personal de 154 yardas de recepción en cinco recepciones, incluida una improbable recepción de touchdown de 73 yardas tras un desvío que algunos medios de comunicación denominaron la "recepción de la temporada".   Después de una victoria sobre LSU en el Campeonato de la SEC, los invictos Bulldogs avanzaron al College Football Playoff como el seed número 1.  En la semifinal del Peach Bowl contra Ohio State, Bowers atrapó cuatro pases para 64 yardas, incluyendo una conversión crucial en cuarta oportunidad en el último cuarto para extender una eventual serie de touchdown.   Georgia derrotaría a Ohio State 42-41 para avanzar al campeonato nacional.  En el partido del campeonato, atrapó siete pases, un récord de la temporada, para 152 yardas y un touchdown en su última recepción del año para ayudar a Georgia a capturar su segundo campeonato nacional consecutivo en una paliza de 65-7 a TCU, el mayor margen de victoria en la historia del campeonato.  
Al concluir su segundo año, Bowers fue nombrado All-American del primer equipo y ganó el premio John Mackey al mejor ala cerrada del país.   Terminó la temporada nuevamente como el mejor receptor de Georgia con 63 recepciones para 942 yardas y siete touchdowns, además de 109 yardas terrestres y tres touchdowns terrestres.  

### 2023
Bowers volvió a ganar el Premio John Mackey en 2023, lo que lo convirtió en el único jugador que lo ha ganado en dos ocasiones.  Ganó el premio a pesar de perderse tres partidos en 2023 debido a una lesión de tobillo.  Aun así, lideró a Georgia en recepciones, yardas recibidas y touchdowns, algo que logró en sus tres temporadas en la UGA.  En 10 partidos, Bowers atrapó 56 pases para 714 yardas y seis touchdowns.  Bowers se declaró para el draft de la NFL de 2024 tras la temporada 2023.  Tres veces All-American, ha sido citado como uno de los mejores tight ends de la historia del fútbol americano universitario.    

### Estadísticas
| Georgia Bulldogs | Georgia Bulldogs | Georgia Bulldogs | Georgia Bulldogs | Georgia Bulldogs | Georgia Bulldogs | Georgia Bulldogs | Georgia Bulldogs | Georgia Bulldogs | Georgia Bulldogs | Georgia Bulldogs |
| Temporada        | Partidos         | Partidos         | Recepción        | Recepción        | Recepción        | Recepción        | Carrera          | Carrera          | Carrera          | Carrera          |
| Temporada        | Partidos jugados | Partidos titular | Récord           | Yardas           | Promedio         | TD               | Att              | Yardas           | Promedio         | TD               |
| ---------------- | ---------------- | ---------------- | ---------------- | ---------------- | ---------------- | ---------------- | ---------------- | ---------------- | ---------------- | ---------------- |
| 2021             | 15               | 13               | 56               | 882              | 15.8             | 13               | 4                | 56               | 14.0             | 1                |
| 2022             | 15               | 15               | 63               | 942              | 15.0             | 7                | 9                | 109              | 12.1             | 3                |
| 2023             | 10               | 10               | 56               | 714              | 12.8             | 6                | 6                | 28               | 4.7              | 1                |
| Carrera          | 40               | 38               | 175              | 2.538            | 14.5             | 26               | 19               | 193              | 10.2             | 5                |

## Carrera profesional

### Temporada 2024
Bowers fue seleccionado por Las Vegas Raiders en la primera ronda con la 13.ª selección general del draft de la NFL de 2024.  El 9 de mayo de 2024, Bowers firmó un contrato totalmente garantizado por cuatro años por un valor de 18,1 millones de dólares.  En su debut en la NFL, tuvo seis recepciones para 58 yardas en una derrota por 10-22 ante Los Angeles Chargers en la semana 1.  En una victoria de la semana 2 por 26-23 sobre los Baltimore Ravens, Bowers tuvo nueve recepciones para 98 yardas.  En la semana 5, Bowers atrapó un pase de 57 yardas para su primer touchdown en la NFL como parte de un partido de ocho recepciones y 97 yardas en la derrota por 18-34 ante los Denver Broncos .  En la semana 10, tuvo 13 recepciones para 126 yardas y un touchdown en la derrota 34-19 ante los Miami Dolphins.  En la semana 12, tuvo diez recepciones para 140 yardas y un touchdown en la derrota 19-17 ante los Kansas City Chiefs. 
Bowers jugó los 17 partidos de la temporada 2024 y lideró al equipo en recepciones, yardas recibidas y touchdowns, terminando con 112 recepciones para 1,194 yardas recibidas y cinco touchdowns de recepción.   Sus recepciones y yardas recibidas fueron las más altas entre todos los tight ends de la liga esa temporada, incluidos los veteranos.  Bowers fue nombrado Primer Equipo All-Pro, ganó honores de Pro Bowl y estableció numerosos récords con su desempeño de novato.   Bowers rompió un récord histórico de más yardas recibidas por un tight end novato, establecido hace más de medio siglo por Mike Ditka (1,076 yardas) en 1961. Rompió un récord de la liga por la mayor cantidad de recepciones en una temporada por un novato (de cualquier posición), establecido el año anterior por el receptor abierto Puka Nacua (105 recepciones).    También estableció un récord de franquicia por la mayor cantidad de recepciones en una temporada por un Raider, superando las 107 recepciones realizadas por Darren Waller en 2020.  Fue nombrado para el Equipo de Novatos de la PFWA. 

## Estadísticas de carrera de la NFL
| Leyenda | Leyenda                         |                            |
| ------- | ------------------------------- | -------------------------- |
|         | Récord de la NFL (para novatos) | * Récord de la NFL para TE |
| Negrita | Máximo profesional              |                            |

### Temporada regular
| Año     | Equipo  | Partidos         | Partidos         | Recepción | Recepción | Recepción | Recepción | Recepción | Carrera | Carrera | Carrera  | Carrera | Carrera |
| Año     | Equipo  | Partidos jugados | Partidos titular | Récord    | Yardas    | Promedio  | Lng       | TD        | Att     | Yardas  | Promedio | Lng     | TD      |
| ------- | ------- | ---------------- | ---------------- | --------- | --------- | --------- | --------- | --------- | ------- | ------- | -------- | ------- | ------- |
| 2024    | LV      | 17               | 16               | 112       | 1.194*    | 10.7      | 57        | 5         | 5       | 13      | 2.6      | 12      | 0       |
| Carrera | Carrera | 17               | 16               | 112       | 1.194     | 10.7      | 57        | 5         | 5       | 13      | 2.6      | 12      | 0       |

### Récords de la NFL
- Más recepciones en una sola temporada por un novato: 112 (2024) [69]
- Mayor cantidad de yardas recibidas en una sola temporada por un tight end novato: 1,194 (2024) [69]

### Récords de la franquicia de los Raiders
- Más recepciones en una sola temporada: 112 (2024) [72]